# Человек из ресторана (повесть)
«Человек из ресторана» — повесть русского писателя Ивана Шмелёва, написанная в 1911 году и принёсшая писателю известность. В 1927 году была экранизирована в СССР без ведома автора (к тому времени эмигрировавшего во Францию).

## История публикации
Повесть Шмелёва (которую сам автор и критика его времени часто называли романом) была опубликована в 1911 году в 36-м сборнике товарищества «Знание» (вместе с окончанием произведения Горького «Матвей Кожемякин»). Повесть посвящена жене писателя Ольге Александровне. Уже в  1920-е годы это произведение было переведено на испанский, голландский, шведский, немецкий, французский языки. 
По мнению исследователей, в качестве «прототипа» ресторана, в котором работает главный герой, выступил известный московский ресторан «Прага».
Известны три сравнительно полные первоначальные редакции повести, а также несколько отдельных набросков и фрагментов, которые хранятся в Рукописном отделе РГБ. В первой из редакций повесть называется «Записки ресторанного лакея», в двух последующих — «Под музыку»; название «Человек из ресторана» повесть получила уже в окончательном варианте (изменено название было по совету Горького). При этом в ранних редакциях более прямо и подробно рассказывалось о нелегальной подпольной работе, которую ведут сын Скороходова и его товарищи, в том числе упоминалась газета «Искра», которую читают в нелегальном кружке на квартире Скороходовых.

## Сюжет
Повествование ведётся от лица Якова Софроныча Скороходова, более двадцати лет работающего официантом в известном ресторане (в начале повести он сообщает о себе, что ему тридцать восемь лет). Он стыдится свого положения лакея, однако эта работа помогает его семье сводить концы с концами: они снимают квартиру, часть комнат в которой сдают, сын Коля учится в реальном училище, дочь Наташа заканчивает гимназию. Скороходов мечтает о том, чтобы скопить денег и купить «домик у заставы», где жить своим хозяйством. Как религиозный человек, он не хочет получать деньги неправедным путём, и однажды возвращает найденные под столом крупные купюры, которые обронили пьяные гости. 
Однако на семью Якова Софроныча одно за другим обрушиваются несчастья. С ним ссорится его квартирант по прозвищу Кривой, который оказывается полицейским осведомителем и грозит написать на Колю донос за «политический разговор». Будучи уволенным из полиции, Кривой вешается в комнате, что заставляет Скороходовых сменить жильё. Скороходова вызывают в училище, где Колю просят извиниться перед преподавателем, которому тот надерзил, однако Коля отказывается извиняться, говоря, что преподаватель давно издевался над ним. В результате Колю выгоняют из училища. Он сближается с новыми жильцами Скороходовых — молодой парой, которая оказывается связанной с революционным подпольем. После внезапного отъезда пары Колю арестовывают, не объясняя причин. Через несколько месяцев его отправляют в ссылку в дальнюю губернию. Закончив гимназию, Наташа поступает работать кассиршей в кондитерскую Бута и Брота.
По прошествии времени к Скороходовым снова приходят с обыском, а в газете появляется статья о том, что его сын сбежал из ссылки. Якова Софроныча увольняют из ресторана, и он начинает перебиваться временными заработками в кондитерских. Однажды на улице его встречает находящийся в бегах Коля и передаёт записку для матери. Луша, супруга Якова Софроныча, от беспокойства за сына умирает от сердечного приступа. От сильно изменившейся за последнее время Наташи Скороходов узнаёт, что она уже давно находится в любовной связи с управляющим, который обещает на ней жениться. Она переезжает к любовнику, и Яков Софроныч остаётся один.
Колю ловят и собираются судить в другом городе. Скороходов едет туда повидать сына, но ему не разрешают. Перед самым судом Коля и ещё несколько арестантов убегают: как выясняется позже, Колю спрятал на рынке один старик, позже вывезший его за город. Наташа вне брака рожает девочку, хотя её жених, так и не спешащий со свадьбой, уговаривал её сделать аборт. Девочку берёт к себе на воспитание Скороходов. Вскоре его берут обратно работать в ресторан по ходатайству общества поддержки официантов. Жених Наташи оказывается растратчиком, и Наташа возвращается к отцу и дочери.

## Критика
По мнению российского литературоведа Н. М. Солнцевой, «настоящая слава пришла» к Шмелёву именно в 1911 году с публикацией «Человека из ресторана», и одновременно в 1911 году «завершился первый — и очень успешный — этап творческой жизни Шмелёва». 
Рассматривая повесть, М. М. Дунаев говорит о том, что в процессе её написания «автор находился ещё под сильным воздействием революции, которая оставила (и не могла не оставить) глубокий след в жизни всего общества, в сознании и психике людей, в их осмыслении окружающей действительности». По мнению исследователя, в центре внимания автора в этой повести — «по сути та же коллизия (уже намечавшаяся в творчестве Шмелёва, например в рассказе «Жулик»), которая лежит в основе романа «Мать» — нравственное прозрение, пробуждение сознания духовно забитого и униженного социальными условиями человека под влиянием революционной деятельности его сына», при этом Николай Скороходов, по словам М. М. Дунаева, представляет собой «образец моральной чистоты и стойкости». Влияние Горького на повесть отмечает и Н. М. Солнцева: по её словам, «финал повести жизнеутверждающий», что «соответствовало пожеланию Горького, который полагал, что Шмелёву необходимо было сделать акцент на изменении характера героя». При том, что «Якову Софронычу любовь к сыну открывает высшие смыслы жизни», «путь Ниловны не для Скороходова, эта любовь не приводит его в революцию, он не видит сродства социалистических и христианских идей». Критик называет Якова Софроныча «выразителем нравственных абсолютов народа», а самого Шмелёва — «последователем Достоевского в изображении несчастных людей». 
Кнут Гамсун, прочитавший «Человека из ресторана» в переводе, написал автору в 1927 году о том, что считает это произведение гениальным. 
В представлениях на Нобелевскую премию по литературе, которые в 1931 и 1932 годах были написаны  Томасом Манном и Николасом ван Вейком, в обоих случаях «роман» «Человек из ресторана» упоминался среди значимых произведений Шмелёва. Так, Томас Манн назвал в числе «произведений, которые произвели сильнейшее впечатление на меня и, смею думать, на мировую читающую публику», «Человек из ресторана» и «Солнце мёртвых».

## Экранизации и постановки
В 1927 году в СССР вышел на экраны немой фильм Якова Протазанова «Человек из ресторана», снятый по мотивам повести. Шмелёв узнал о выходе фильма на следующий год. Как оказалось, его авторские права были нарушены, в сценарии фильма имелись значительные отступления от исходного текста: «купюры и  интерпретация сюжета послужили пропагандистским целям», поскольку авторы фильма «вывели тему проклятого буржуазного прошлого». Фильм показывался в Латвии, в Германии, в одном из парижских кинотеатров. Сам Шмелёв и ряд его знакомых выступили в печати с осужденнием фильма. Так, Бальмонт написал о том, что «из благородного романа Шмелёва (...) бесчестные коммунисты состряпали пропагандистскую коммунистическую фильму, извратив содержание романа в корне и сделав из правды грязную ложь». 
В постсоветские годы спектакли по повести ставились в ряде российских театров, в том числе:
- в 2000 году режиссёром Мариной Глуховской в Омском государственном камерном театре «Пятый театр»;
- в 2015 году режиссёром Егором Перегудовым в театре «Сатирикон».